# 张鑫成
张鑫成（1987年5月6日—），是一名中国足球运动员，司职前锋。
张鑫成出生于天津，从足球学校进入天津泰达青年队，在十运会预选赛中崭露头角，虽然因伤错过了决赛阶段比赛，仍然被陕西中新主教练成耀东签下并进入了一线队。但是2007年以后，他逐渐失去了出场机会，2008年赛季期间即离开了球队，2009年初被球队挂牌，转会到中甲浦东中邦。